# Cyphonoxia praestabilis
Cyphonoxia praestabilis är en skalbaggsart som beskrevs av Edmund Reitter 1889. Cyphonoxia praestabilis ingår i släktet Cyphonoxia och familjen Melolonthidae. Inga underarter finns listade i Catalogue of Life.